# SMS S 36
S 36 – niemiecki niszczyciel z okresu I wojny światowej. Szósta jednostka typu S 31. Okręt wyposażony w trzy kotły parowe opalane ropą. Zapas paliwa 220 ton. S 36 był jednym z okrętów internowanych w Scapa Flow i podobnie jak inne jednostki niemieckie zgromadzone w tej bazie został zatopiony przez własną załogę 21 czerwca 1919 roku. Wrak okrętu został podniesiony i zezłomowany w 1925 roku.